# 川崎亜沙美
川崎 亜沙美（かわさき あさみ、1984年10月18日 - ）は、日本の女優、女子プロレスラー、シンガーソングライター。大阪府岸和田市出身。身長166cm、体重55kg、血液型はB型。岸和田市 初代竹大使。

## 略歴・人物

### プロレスラーとして
高校時代は柔道部に所属。JDスター女子プロレス解散後プラファーに所属していたが、2009年5月17日に退社し現在はフリー。スリーサイズはB86、W62、H93。リングネーム亜沙美（あさみ）としての活動で知られる。女優とプロレスラーの両方を兼ね備えた「アストレス」の4期生。
2009年12月13日に新宿FACEで開催される『BEGINNING』でレスラー復帰。復帰後は本名を使用し、BEGINNINGを中心に活動。
一方で休業していたプロレス活動については引退興行を開く予定。しかし現在も正式な引退興行は未だに行われていない。

### 女優・タレントとして
2007年12月6日、芸名を本名の川崎亜沙美から「川﨑あさみ」に変更した。
2011年12月6日にNHK連続テレビ小説『カーネーション』にヒロイン小原糸子の二女・直子（成人期）役として出演することが発表され、2012年1月30日放送分から登場した。芸名も本名に戻している。
2014年1月30日放送のビーバップ!ハイヒールにおいてJA農業協同組合勤務の男性と交際中であることを明かした。
長らくリコモーション所属であったが2015年8月5日更新のブログで退社したことを報告した。
現在女優、タレントとしてテレビドラマ、バラエティー番組、情報番組、舞台に出演し活躍中。
2017年2月に自身のインスタグラムにて、交際していたJA勤務の男性と2016年9月に結婚し、妊娠6カ月である事を報告している。その後、息子を出産している。2010年以降は岸和田市に戻り在住。

## 経歴・戦歴
2003年
- 11月24日、神奈川・川崎市体育館において、対賀川照子戦でデビュー。

2006年
- 3月25日の新木場1st RING大会で引退セレモニーをおこなう。

2009年
- 9月6日のBEGINNING 新木場1st Ring大会で小林華子相手にエキシビションマッチ（キックボクシングルール）。
- 12月13日のBEGINNING新宿FACE大会でプロレス復帰。

## 得意技
- レッグ・ラリアット
- かかと落とし
- ダブルリスト
- 上段蹴り

## 入場テーマ曲
- 「Baby Hugh Hef」（フィールディーズドリームズ）

## 主な出演

### テレビ
- ぶちぬき（テレビ東京）
- DO缶!（メ〜テレ）
- ドスペ2 愛のエプロン（2006年1月、テレビ朝日）
- Take Me Out（2009年10月よりレギュラー、TBSテレビ）
- 『ぷっ』すま（テレビ朝日）- 2010年2月9日「ザ・ギリギリマスター! ギリギリ女芸人」、ダミー役
- ビーバップ!ハイヒール（ABCテレビ）不定期出演
- ZIP!（関西ローカルパート）（読売テレビ）「まるトクZIP!」リポーター
- 住人十色（毎日放送）訪問者・リポーター
- ちちんぷいぷい（2014年4月 - 、毎日放送）月曜→水曜→金曜パネラー[注 2]
- 大阪ほんわかテレビ（読売テレビ）「情報喫茶店」リポーター

### テレビドラマ
- キューティーハニー THE LIVE 第5話ゲスト（2007年、テレビ東京）
- カーネーション（2011年-2012年、NHK総合） - 小原直子（成人期）
- 猿飛三世（2012年10月 - 11月、NHK BSプレミアム） - さぼてん
- 月曜ゴールデン「オバベン -京都ふたりの女弁護士-」（2013年6月24日、TBSテレビ） - 森下忍
- 斉藤さん2（2013年7月 - 9月、日本テレビ） - 桜田めぐみ
- 夫婦善哉（2013年8月 - 9月、NHK総合） - 維康園子
- 花園オールドボーイ（2014年1月10日、NHK総合） - 田中郁美
- 京都人の密かな愉しみ（2015年1月3日、NHK総合） - かなちゃん
- ちかえもん（2016年、NHK総合） - お鈴

### ラジオ
- LOVE FLAP（2019年10月2日 - 2020年6月25日、FM大阪）水曜・木曜担当DJ
- J3 Thursday〜Midnight SNACK 亜沙美〜（2020年7月 - 、FM大阪）DJ

### CM
- 月刊少年マガジン（講談社）（2005年）[注 3]

### 映画
- ワイルド・フラワーズ（2004年）
- クール・ディメンション（2006年）
- 岸和田少年愚連隊 カオルちゃん最強伝説 女番哀歌（スケバンエレジィ）（2007年） - 全国総スケ番 ミーコ（和歌山女子学園スケ番）
- 光る!（2008年）

### 舞台
- 続・嗚呼!!花の応援団（2005年） - 神田時来組
- 光る!（2008年）
- きら星の磁力（2009年）
- ギザギザのお月様（2009年）
- THE LIGHT STAFF 2012（2012年）
- 吉本百年物語「爆発! MANZAIが止まらない」（2013年1月）
- 公の園（2013年）
- Paco〜パコと魔法の絵本〜 from「ガマ王子vsザリガニ魔人」（2014年） - 雅美

### その他
- 岸和田競輪場開設63周年記念「G3岸和田キング争覇戦」（2012年） - ポスターモデル